# Cosme Vázquez
Cosme Vázquez Subiabre (nacido en Mondariz, España, 15 de enero de 1904 - fallecido en Madrid, España, 27 de agosto de 1976) fue un futbolista español que jugaba de delantero.

## Trayectoria
Procedía de una familia muy numerosa, hijo de Emelina Subiabre Peña, de nacionalidad chilena. Comenzó a estudiar Ingeniería, pero la dejó para jugar al fútbol. Enseguida se destacó por su capacidad goleadora, por ejemplo en la Copa del Apóstol en Santiago de Compostela, en noviembre de 1925. Luego de jugar poco tiempo en el Celta de Vigo, fichó por el Atlético de Madrid. En la temporada 1925-26 se proclamó campeón regional y nacional con el equipo madrileño. Precisamente, Cosme marcó el gol de la victoria en la prórroga de la semifinal frente al Celta en el Estadio de Mestalla el 9 de mayo de 1926.
En junio de 1928, Cosme Vázquez defendió de nuevo la camiseta celeste en una gira por la Argentina y Uruguay, pero regresó a Madrid con la creación de la Liga española de fútbol en la temporada 1928-29, marcando en la primera campaña 15 goles en 17 partidos. Al año siguiente, Cosme fichó por el Real Madrid junto con su compañero en el ataque colchonero, Luis Olaso. Sin embargo, no triunfó en el equipo blanco, jugando 15 partidos de la liga en dos temporadas y metiendo 4 goles. En 1931, regresó a Vigo para jugar en la Segunda División con Celta, marcando dos goles frente al Murcia y al Catalunya.
Tras finalizar con su carrera como jugador, fue directivo y delegado del Atlético de Madrid, residiendo en esa ciudad durante el resto de su vida.

## Clubes
| Club               | País   | Año     |
| ------------------ | ------ | ------- |
| Atlético de Madrid | España | 1921-22 |
| Celta de Vigo      | España | 1922-25 |
| Atlético de Madrid | España | 1925-29 |
| Real Madrid        | España | 1929-31 |